# André Steiner (fotografo)
André Steiner, nato András Steiner (Miháld, 9 dicembre 1901 – Parigi, 29 settembre 1978), è stato un fotografo ungherese naturalizzato francese.

## Biografia

### Primi anni
András (in seguito noto come 'André' in Francia) Steiner nacque a Miháld, in Ungheria, da una famiglia ebrea. Dopo la fine del primo conflitto mondiale e la proclamazione della repubblica d'Ungheria, all'età di diciassette anni decise di trasferirsi a Vienna, in Austria. Lì frequentò l'università tecnica viennese per studiare l'elettrotecnica e divenne un assistente dello storico della fotografia Josef Maria Eder, che lo incoraggiò a continuare con questo mezzo e, attraverso la ditta Leitz, gli fornì uno dei primi modelli di Leica da provare. Steiner era uno sportivo esperto e attraverso l'Hakoah, il circolo sportivo degli ebrei di Vienna, come uno degli allenatori della prestigiosa squadra di nuoto alla quale lei apparteneva, incontro Léa Sasson, allora tredicenne.

### Arrivo a Parigi
Nonostante una differenza di età di nove anni e delle origini diverse (lei era la figlia di una famiglia ebrea sefardita di Istanbul e lui era un aschenazita ungherese), i due si sposarono in Ungheria, quando lui aveva 27 anni e lei ne aveva compiuti diciotto, e arrivarono a Parigi come marito e moglie, dove adottarono i nomi francesi André e Lily. Egli fu un campione di Decathlon ai Giochi Universitari Mondiali che si svolsero quell'anno nella città. Sua figlia Nicole (Steiner-Bajolet) nacque nel 1934.

### Carriera da fotografo
All'inizio André lavorò come fonico per la Althsom, fino al 1932 per i Paramount Studios e per la Phototone Society e collaborò con Gasparcolor sullo sviluppo delle pellicole cinematografiche a colori. Questi esperimenti legati alla fotografia ispirarono il desiderio di Steiner di diventare un fotografo professionista.
Dopo aver fondato uno studio commerciale nel 1933, egli preferì lavorare da solo invece di unirsi alla notevole comunità fotografica ungherese di Parigi, che includeva André Kertész, Brassaï, Robert Capa, Nora Dumas, Ergy Landau, Ervin Marton, Émeric Fehér, Lucien Hervé, Rogi André, Rosie Rey e altri meno noti. Tuttavia, secondo Warren sia lui che Kertész "fecero degli esperimenti con delle tecniche di distorsione per creare delle immagini impressionanti della carne umana"; quelli di Steiner, nella sua serie intitolata Anamorphose ("Anamorfosi"), si limitarono alle mani e alle facce, senza spingersi ai nudi realizzati da Kertész. Il suo approccio scientifico nei confronti di questo mezzo attraverso il suo passato nell'elettrotecnica ebbe un'influenza sulla sua fotografia precisa e perfezionista, soprattutto negli studi modernisti sulle ombre proiettate da materiali trasparenti o traslucidi.
Il suo interesse per la cultura del corpo diede vita ai suoi studi di nudo, spesso realizzati prendendo come modella Lily, fino alla loro separazione nel 1938. Warren afferma che nei suoi nudi "la posa della modella, l'inquadratura e la luminosità sono i parametri principali di Steiner. Attraverso la luce, lo stesso incarnato diventa luce, staccandosi dallo sfondo scuro. Nel riposizionare le sue composizioni, Steiner isola, frammenta e ridefinisce il corpo umano come pura forma plastica. Ma, al contrario di Man Ray, che adopera il riposizionamento anche per interpretare il corpo umano, non c'è un intento surrealista nelle opere di Steiner."

### Contributi per le riviste

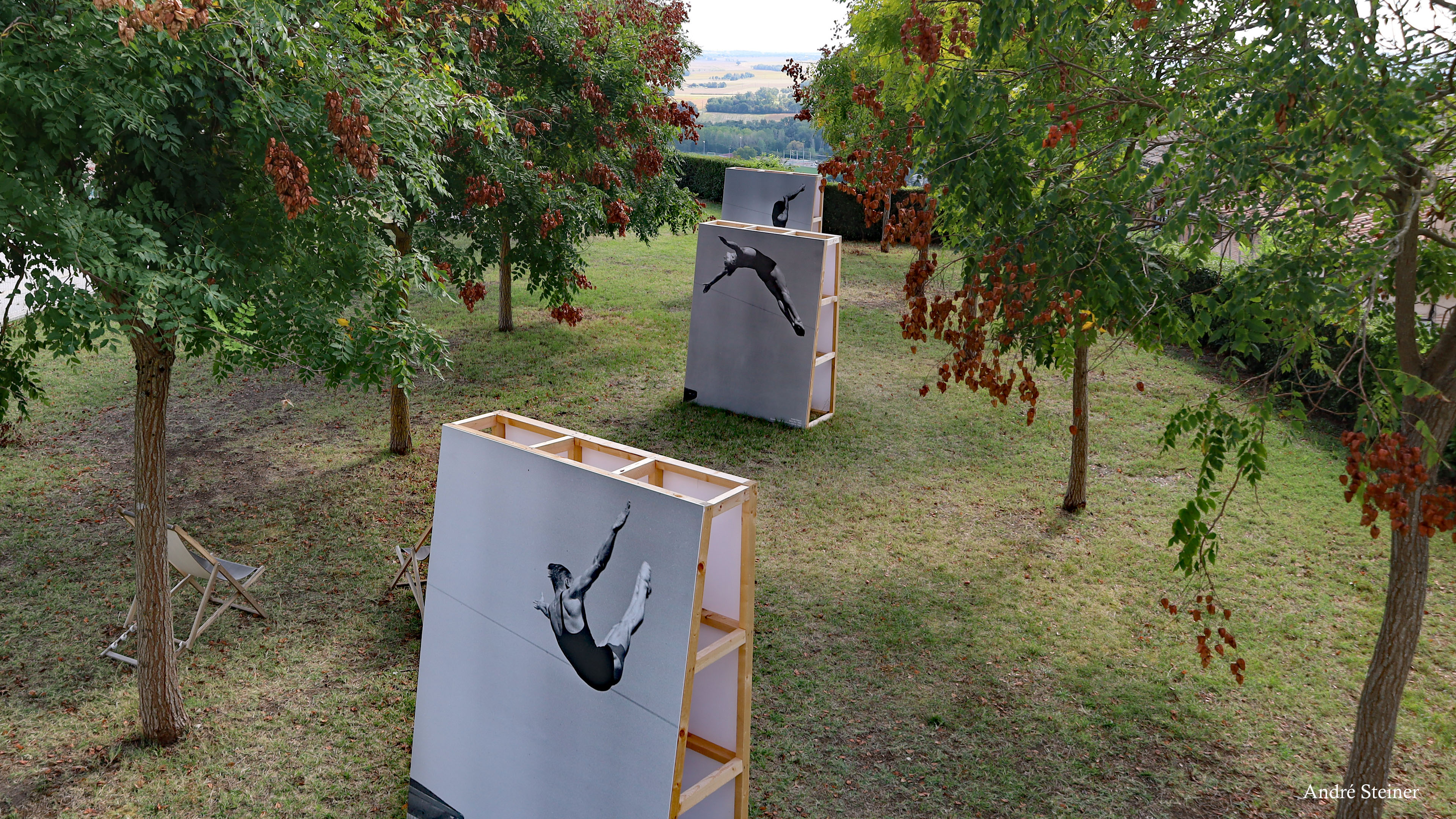
Una mostra all'aperto, svoltasi a Lectoure, con delle riproduzioni ingigantite di alcune fotografie di Steiner ritraenti degli atleti.

Contribuì per 15 numeri, con nudi e immagini di copertina, del Paris Sex-Appeal tra 1934 il 1935, e contribuì spesso per l'Art et Médecine tra il 1933 e il 1937, dapprima con delle fotografie di fiori nella neve, poi di spiagge estive nel 1935, per un servizio intitolato Femmes con una foto di Lily che allattava la loro bambina, e soggetti vari come l'architettura, gli studi di nuvole, l'aviazione e il disco su ghiaccio. Le fotografie sportive che egli scattò durante un viaggio in Marocco nel 1933 vennero pubblicate su Photographie 1934, edito da Arts et métiers graphiques, e attrassero l'attenzione di Lucien Vogel sulla rivista Vu, che mostrava la sua sequenza cinematografica di un nuotatore che si tuffa. Le sue opere furono selezionate per la mostra internazionale di fotografia contemporanea al museo delle arti decorative di Parigi nel 1936 e in seguito egli venne incaricato appositamente per realizzare dei servizi per le riviste Vu, Paris-Soir, Marianne, Harper's Bazaar, Vogue e altre. Nel 1939 egli realizzò una serie ritraente la danzatrice svedese Lisa Fonssagrives (che aveva modellato per Irving Penn e lo aveva sposato). Trasse inoltre del profitto dalla produzione di fotografie pubblicitarie e architettoniche.

### La seconda guerra mondiale
Durante la seconda guerra mondiale, Steiner si unì all'aviazione francese e divenne un cittadino francese, diventando in seguito un membro della resistenza assieme ad altri giovani artisti ed intellettuali ebrei ungheresi, come il pittore Sándor Józsa, lo scultore István Hajdú (Étienne Hajdú), i giornalisti László Kőrösi e Imre Gyomrai, il fotografo Lucien Hervé (allora anche lui divenuto un cittadino francese) e il tipografo Ladislas Mandel.

### Il secondo dopoguerra e gli ultimi anni
La guerra posticipò la pubblicazione di un libro di studi di nudo fino al 1947, quindi egli realizzò delle illustrazioni estetiche per una monografia sulla scultura di Rodin del 1948, ma abbandonò l'esposizione e la pubblicazione di fotografie artistiche per concentrarsi sulle opere applicate nei campi delle documentazioni fotografiche industriali e mediche, per le quali svolse anche il ruolo di consulente.
Steiner morì di infarto a Parigi il 29 settembre del 1978.